# Capo del Commonwealth
Il capo del Commonwealth (in inglese Head of the Commonwealth) è la carica rappresentativa del Commonwealth delle nazioni e coincide con il sovrano del Regno Unito. È capo di Stato monarchico regnante in 15 dei 56 paesi dell'organizzazione, i cosiddetti reami del Commonwealth. Dal 1949 hanno ricoperto la carica Giorgio VI, Elisabetta II e Carlo III.

## Storia
Nel 1949, Giorgio VI era sovrano tutti i paesi del Commonwealth britannico: Regno Unito, Sudafrica, Australia, Canada, Ceylon, India, Nuova Zelanda e Pakistan. L'India aspirava tuttavia a diventare repubblica, pur mantenendo il re come capo di stato sul modello dell'Irlanda del 1919. Per conciliare le due esigenze la dichiarazione di Londra stabilì allora che il re fosse capo del Commonwealth, a simboleggiare la libera associazione dei paesi membri. Quando l'India adottò la costituzione repubblicana, il 26 gennaio 1950, Giorgio VI cessò di esserne re e i suoi poteri si trasmisero al presidente della Repubblica, carica assunta da Rajendra Prasad.
Il 6 febbraio 1952 Elisabetta II succedette automaticamente al padre come regina e capo del Commonwealth. Nel 1953 tutti i reami del Commonwealth approvarono il Titles and Royal Treatments Act, che aggiunse il titolo di capo del Commonwealth agli altri già detenuti dal sovrano del Regno Unito.
Nel dicembre 1960 Elisabetta si fece disegnare uno stendardo personale di capo del Commonwealth britannico non associato al suo ruolo di regina di alcuno dei paesi membri. Questa bandiera sostituì nel tempo lo stendardo reale britannico quando la sovrana si recava in visita nei paesi dell'organizzazione in cui non era capo di stato o, pur essendolo, non possedeva uno stendardo reale apposito, oppure quando presenziava agli eventi del Commonwealth nel Regno Unito.
Carlo III è succeduto a Elisabetta come capo del Commonwealth l'8 settembre 2022.

## Titolo
Il titolo di Head of the Commonwealth è tradotto in latino come Consortionis Populorum Princeps e in francese come Chef du Commonwealth.

## Capi del Commonwealth
| Capo | Capo | Capo                      | Mandato          | Mandato          | Mandato              |
| ---- | ---- | ------------------------- | ---------------- | ---------------- | -------------------- |
| 1    |      | Giorgio VI (1895–1952)    | 28 aprile 1949   | 6 febbraio 1952  | 3 anni e 35 giorni   |
| 2    |      | Elisabetta II (1926–2022) | 8 febbraio 1952  | 8 settembre 2022 | 70 anni e 118 giorni |
| 3    |      | Carlo III (1948–)         | 8 settembre 2022 | in carica        | 2 anni e 186 giorni  |